# Jurij Barinov
Jurij Viktorovitj Barinov (ryska: Юрий Викторович Баринов), född den 31 maj 1955 i Nizjnij Novgorod, Ryssland, är en sovjetisk tävlingscyklist som tog OS-brons i linjeloppet vid olympiska sommarspelen 1980 i Moskva. 